# On Your Own
"On Your Own" é uma canção escrita por Damon Albarn, Graham Coxon, Alex James e Dave Rowntree, gravada pela banda Blur.
É o terceiro single do quinto álbum de estúdio lançado a 10 de Fevereiro de 1997, Blur.

## Paradas
| Paradas (1996)                 | Posições |
| ------------------------------ | -------- |
| Reino Unido - UK Singles Chart | 5        |